# Micromelalopha sieversi
Micromelalopha sieversi är en fjärilsart som beskrevs av Otto Staudinger 1892. Micromelalopha sieversi ingår i släktet Micromelalopha och familjen tandspinnare. Inga underarter finns listade i Catalogue of Life.